# 劉運隆
劉運隆（？—？），字昌言，號雪心，山東青州府安丘县人。明末清初政治人物。同進士出身。

## 生平
崇祯六年（1633年）癸酉科山東鄉試第三十六名舉人，七年（1634年），登甲戌科會試第一百七十五名，廷試三甲第八十二名進士，工部观政，本年授直隶河间知县，八年丁忧，十年补渭南知县，十三年考察。

## 家族
曾祖刘皋；祖刘东川；父刘三才，庠生。